# Cesare Sterbini
Cesare Sterbini, italijanski libretist, * 1784, Rim, Italija, † 19. januar 1831, Rim.
Na začetku skladateljske kariere je sodeloval z Rossinijem. Zanj je napisal libreti za operi Torvaldo in Doriska in za Seviljskega brivca.
1. 1 2  Record #131661795 // Gemeinsame Normdatei — 2012—2016.
2. 1 2  data.bnf.fr: platforma za odprte podatke — 2011.
3. 1 2  Archivio Storico Ricordi — 1808.